# Міхелчень
Міхелчень, Міхелчені (рум. Mihălceni) — село у повіті Вранча в Румунії. Входить до складу комуни Чорешть.
Село розташоване на відстані 146 км на північний схід від Бухареста, 29 км на південь від Фокшан, 56 км на захід від Галаца, 133 км на схід від Брашова.

## Населення
За даними перепису населення 2002 року у селі проживали 934 особи.
Національний склад населення села:
| Національність | Кількість осіб | Відсоток |
| -------------- | -------------- | -------- |
| румуни         | 923            | 98,8%    |
| цигани         | 11             | 1,2%     |

Рідною мовою назвали:
| Мова      | Кількість осіб | Відсоток |
| --------- | -------------- | -------- |
| румунська | 923            | 98,8%    |
| циганська | 11             | 1,2%     |